# Щербаков Василь Карпович
Щербако́в Васи́ль Ка́рпович (біл. Васіль Карпавіч Шчарбакоў; нар. 27 лютого 1898 — пом. 29 червня 1938) — український і білоруський історик. Доктор історичних наук (1934). Професор (1931). Академік Академії наук Біларусі (1931).

## Біографія
Народився 27 лютого 1898 року у селі Дубровка Оршанського повіту Могильовської губернії. 1918 акінчив Рогачівську вчительську семінарію і Харківську вищу партійну школу (1923).
Під час інтервенції большевицької Москви до Біларусі перебував у частинах Червоної Армії на Східному і Південному фронтах. 

### В Україні
З 1922 працював заступником завідувача відділу агітації та пропаганди Чернігівського губкому партії. Водночас очолював губернський істпарт і виконував обов’язки політкомісара Чернігівського інституту народної освіти, а у серпні 1924 р. був призначений його директором. Входив до складу ініціативної групи по утворенню Чернігівського інституту краєзнавства — підпорядкованої губвиконкому наукової асоціації, що мала координувати краєзнавчі дослідження на Чернігівщині (1924).
У 1929 році В. Щербаков перебрався з Чернігова до Харкова, де працював у істпарті України.

### У Біларусі
У 1931 — 1937 роках — заступник директора, директор Інституту історії АН БРСР й був обраний академіком. Віце-президент Академії наук Білорусі (1931-1935), викладав у вищих навчальних закладах Мінська. Був першим деканом історичного факультету Білоруського державного університету (1934 — 1936). Праці В. Щербакова відіграли значну роль у розробці теоретичних засад новітньої білоруської історіографії. В серпні 1936 року виключений з КП(б)Б.
21 липня 1937 року був заарештований. 29 червня 1938 року засуджений і в той же день розстріляний.
Посмертно реабілітований 25 липня 1957 р.

## Наукова діяльність
У Чернігові В. Щербаков започаткував власні наукові студії. Одним з перших він звернувся до вивчення історії революційного руху в регіоні й протягом 1925 — 1927 років надрукував у місцевій пресі цикл статей під загальною назвою «Жовтень на Чернігівщині». Значний інтерес становили його праці, вміщені в журналі «Літопис революції»: «З історії Чернігівської організації більшовиків 1914 — 1917 рр.», «Чернігівщина напередодні революції і в дожовтневий період 1917 р.», «Жовтневий період на Чернігівщині». Підсумком досліджень В. Щербакова з цієї проблеми стали ґрунтовні, насичені документальним матеріалом монографії «Жовтнева революція і роки громадянської боротьби на Чернігівщині» (Чернігів, 1927) та «Нарис з історії соціал-демократії на Чернігівщині» (Харків, 1931). Загалом його доробок, незважаючи на зумовлені часом недоліки і відчутний присмак політичної кон’юктури, зберігає своє наукове значення.